# Cantuaria magna
Cantuaria magna är en spindelart som beskrevs av Forster 1968. Cantuaria magna ingår i släktet Cantuaria och familjen Idiopidae. Inga underarter finns listade.